# Giuseppe Maria Buini
Giuseppe Maria Buini, anche noto come Bovina o Buina (Bologna, circa 1680-1690 – Alessandria, 13 maggio 1739), è stato un compositore, poeta, organista e librettista italiano.

## Biografia
Fu un prolifico compositore di opere (principalmente di opere buffe), messe in scena a Venezia e nella sua città natale Bologna, per le quali, insolitamente per l'epoca, scrisse lui stesso molti dei libretti, che, soprattutto per le sue opere comiche, furono successivamente reimpostati da altri compositori. Secondo Edward Dent, la sua influenza si può vedere anche nei libretti che Carlo Goldoni scrisse in seguito per Baldassarre Galuppi. Molto poco della sua musica è sopravvissuto, a parte un libro di sonate per violino e violoncello e alcune arie e cantate individuali.

## Opere principali
- L'Adelaide, 1725
- L'Agrippa tetrarca de Gerusalemme, Milano, 1724
- Albumazar, Bologna, 1727
- Gli Amici, Bologna, 1734
- Armida abbandonata, Bologna 1716
- Armida delusa, Venezia, 1720
- Gli Sdegni Cangiati in Amore, Venezia, 1725